# Lannea rivae
Lannea rivae es una especie de árbol de la familia de las anacardiáceas.

## Descripción
Es un arbusto o árbol, que alcanza un tamaño de 2-9 m de altura, corona plana, la corteza gruesa, áspera y gris, marrón, las hojas en general 1-folioladas, en ocasiones algunas 3-folioladas, lleno de fuertes  nodos, con pecíolo de 0,5 - 4 cm de largo.

## Hábitat
Se encuentra en praderas arboladas, matorrales caducifolios, áreas rocosas de lava, con Commiphora africana en las laderas rocosas, y en los márgenes de los bosques de Juniperus; a una altitud de 350-2030 metros en el África oriental.
Es muy parecida a Lannea triphylla (sus rangos se superponen).

## Usos
La corteza interna es masticada por su sabor dulce y como una fuente de agua.

## Taxonomía
Lannea rivae fue descrita por (Chiov.) Sacleux y publicado en Bulletin du Muséum d'Histoire Naturelle, sér. 2 6: 453. 1934.
Sinonimia
- Commiphora tomentosa Engl.
- Odina rivae Chiov.[3]
- Lannea cufodontii Chiov. (1939)
- Lannea floccosa Sacleux (1934)[1]